# Фільц Роман Володимирович
Фільц Роман Володимирович — український вчений у галузі електротехніки, доктор технічних наук, професор, співробітник Інституту прикладних проблем механіки і математики імені Я. С. Підстригача НАН України. Брат професора Ореста Фільца.